# خوسيه أنطونيو غونزاليس (دراج)
خوسيه أنطونيو غونزاليس (بالإسبانية: José Antonio González Linares)‏ مواليد 25 فبراير 1946 في سان فيلايسس بويلنا، إسبانيا، هو دراج إسباني سابق في صنف سباق الدراجات على الطريق. سبق أن شارك في دورة الألعاب الأولمبية الصيفية.

## سجل النتائج

### سباقات أو مراحل فاز بها
- طواف فرنسا
- طواف إسبانيا

## وصلات خارجية
- الموقع الرسمي

## روابط خارجية
- خوسيه أنطونيو غونزاليس على موقع أرشيف الدراجات (الإنجليزية)
- خوسيه أنطونيو غونزاليس على موقع إحصائيات الدراجات الإحترافية (الإنجليزية)
- خوسيه أنطونيو غونزاليس على موقع CycleBase (الإنجليزية)
- خوسيه أنطونيو غونزاليس على موقع اللجنة الأولمبية الدولية (الإنجليزية)
- خوسيه أنطونيو غونزاليس على موقع أوليمبيديا (الإنجليزية)